# Tih deževen dan
"Tih deževen dan" (tradução portuguesa: ""Um dia chuvoso calmo") foi a canção que representou Eslovénia no Festival Eurovisão da Canção 1993, que teve lugar em Millstreet, na Irlanda. Foi a estreia da eslovénia, como país independente no Festival Eurovisão da Canção
Foi interpretada em esloveno pela banda 1X Band. Foi a 16.ª canção a ser interpretada na noite do festival, a seguir à canção luxemburguesa "Donne-moi une chance", interpretada pelo duo Modern Times e antes da canção finlandesa "Tule luo", interpretada por Katri Helena.Terminou a competição em 22.º lugar entre 25 participantes), tendo recebido 9 pontos. No ano seguinte: 1994, a Eslovénia fez-se representar com a canção "Prisluhni mi", interpretada por Darja Švajger.

## Autores
- Letra: Tomaž Kosec
- Música: Cole Moretti
- Orquestração: Jože Privšek

## Letra
Na canção, o vocalista da banda (Cole Moretti) canta que num dia de chuvoso decide fechar os olhos. Começa a dormir e sonhar, perguntando como seria o mundo sem sonhos.

## Versões
A banda lançou esta canção também em inglês, com o título "On a rainy day", Em 1997 foi relançada a mesma canção, com uma nova versão estendida com mais de quatro minutos (4:17).